# Казачка (приток Симаховки)
Казачка (в низовье Ильиновка) — река в России, протекает по Зубцовскому району Тверской области. Длина реки составляет 10 км. Впадает в Дубровку в 3,2 км от устья.
На реке стоит деревня Праслово Погорельского сельского поселения.

## Данные водного реестра
По данным государственного водного реестра России относится к Верхневолжскому бассейновому округу, водохозяйственный участок реки — Волга от города Зубцов до города Тверь, без реки Тверца, речной подбассейн реки — бассейны притоков (Верхней) Волги до Рыбинского водохранилища. Речной бассейн реки — (Верхняя) Волга до Куйбышевского водохранилища (без бассейна Оки).
Код объекта в государственном водном реестре — 08010100612110000001576.